# Dulce amargo
Dulce amargo es una telenovela venezolana producida y transmitida por la cadena Televen de Venezuela y Cadenatres de México y distribuida por Telemundo. Está basada en la telenovela chilena Los treinta, adaptada por la escritora venezolana Iris Dubs. Las grabaciones comenzaron el 11 de junio de 2012, se estrenó el 31 de octubre del 2012 en el horario prime time de las 21:00  y finalizó el 2 de abril de 2013.
Está protagonizada por Scarlet Ortiz y Erik Hayser, con la participación antagónica de Fernando Noriega. Cuenta, además, con las participaciones protagónicas de Alejandra Ambrosi, Roxana Díaz, Juan Carlos Martín del Campo, Anabell Rivero, Alejandra Sandoval, Juan Carlos García y Carlos Guillermo Haydon.
En la segunda telenovela que Televen produce en alta definición y la primera en alianza con Cadenatres, para la cual se unieron en Venezuela no solo actores venezolanos de talla internacional, sino figuras mexicanas y colombianas llevadas al país.

## Sinopsis
Dulce amargo nos lleva al mundo de cinco parejas y sus luchas cotidianas, siendo una de ellas Mariana y Nicolás, que están a punto de celebrar su aniversario de siete años. Mariana, abrumada por la preocupación de que se puede desarrollar una enfermedad mental hereditaria, decide dejar a su marido y su hijo para evitar el dolor de verla sufrir. Sin embargo, poco después ella será cautivada involuntariamente por una nueva pasión, romance detrás del cual se oculta la locura de un psicópata. Mariana y los amigos de Nicolás tratarán de ayudar, pero primero deben resolver sus propios conflictos, incluyendo la infidelidad, los celos, la ambición y la adicción.
Dulce amargo es una historia de amor contemporánea, llena de suspenso y emoción, en el que la caída en el amor, como en la vida real, puede ser «dulce amarga».

## Elenco
- Scarlet Ortiz - Mariana Wilhelm Díaz de Fernández
- Erik Hayser - Nicolás Fernández Leal
- Fernando Noriega - Diego Piquer
- Alejandra Ambrosi - Camila Ramos de Linares
- Juan Carlos García - Rubén Ascanio
- Roxana Díaz - Bárbara Aguilera de Custodio
- Juan Carlos Martín del Campo - Juan Ángel Custodio
- Alejandra Sandoval - Sofía Hidalgo de Ascanio
- Anabell Rivero - Cristina Malavé
- Carlos Guillermo Haydon - Héctor Linares Alcántara
- Oriana Colmenares - Andrea Hidalgo
- Carlos Felipe Álvarez - Jesús Andrés Aguilera
- Juliet Lima - María Gabriela Hernández "La Maga"
- Aileen Celeste - María Fernanda "Mafer" Agüero
- Beatriz Vázquez - Claudia de la Rosa
- Flor Elena González - Adoración Díaz
- Daniel Alvarado - Benito Montilla
- Cristóbal Lander - Julio César Bueno "JC"
- Gavo Figueira - Raymond Calzadilla
- Stephanie Cardone - Carlota Miravalles
- Luis Fernando Hernández - Aarón Benjamín Fernández Leal
- José Mantilla - Licenciado Albarrán
- Georgina Palacios - Laura Bello
- Elvis Chaveinte - El Loco Pereira
- Alejandro Díaz - Fernando González Linares Alcántara
- Mariano Medina - Daniel Fernández Wilhelm
- Arianna Lattierri - Lucía Linares Ramos
- María Verónica Ciccarino - Isabella Custodio Aguilera
- Adolfo Cubas - Dr. Relicario Ángulo
- José Odaman - Daniel Ascanio
- Roberto Messuti - David Anzola
- Daisumy Gonzáles - Dayana Ascanio
- Raquel Yánez - Gatúbela
- Deises Heras - Elvira Bello
- Andreína Yépez - Ventura
- Gesaria La Pietra - Ayudante de Diego
- Carlos Pulido - Diego (Niño) (Actuación especial)
- Kleibert Pérez - Kleibert (Niño) (Lleva el Hielo)

## Premios y nominaciones

### Premios Inter 2013
| Categoría                        | Nominado           | Resultado |
| -------------------------------- | ------------------ | --------- |
| Telenovela del año               | Dulce amargo       | Nominada  |
| Actriz principal                 | Scarlet Ortiz      | Nominada  |
| Actor de reparto                 | Juan Carlos García | Ganador   |
| Actriz de reparto                | Roxana Díaz        | Ganadora  |
| Actor Revelación                 | Alejandro Díaz     | Nominado  |
| Actriz Revelación                | Oriana Colmenares  | Nominada  |
| Canción original para telenovela | Leonel García      | Nominado  |
| Director Ejecutivo               | Olegario Barrera   | Ganador   |
| Escritor de telenovela           | Iris Dubs          | Ganadora  |
| Fotografía                       | Michelle Montes    | Ganadora  |
| Villano/a del año                | Fernando Noriega   | Nominado  |
| Vestuario                        | Helena Rivas       | Nominada  |

## Versiones
- Los treinta (versión original), telenovela chilena realizada en el año 2005 por TVN, escrita por Marcelo Leonart, Nona Fernández, Hugo Morales y Ximena Carrera y protagonizada por Francisco Melo, Alejandra Fosalba, Katyna Huberman, Malucha Pinto, Álvaro Espinoza, Luz Valdivieso, Andrés Velasco y Sigrid Alegría.
- Jura, telenovela portuguesa realizada en el año 2006 por SIC, protagonizada por Ricardo Pereira y Patricia Tavares.